# Ruimte van vrijheid, veiligheid en recht
De ruimte van vrijheid, veiligheid en recht is een term die ingevoerd is in de Verdragen van de Europese Unie door het Verdrag van Maastricht van 1992. 
Het concept van de ruimte van vrijheid, veiligheid en recht is ontstaan vanuit de vrije interne markt die de Europese samenwerking beoogt. Het wegvallen van economische grenzen en controles bracht een risico van grensoverschrijdende criminaliteit met zich mee. 

## Omschrijving in het werkingsverdrag
Sinds het Verdrag van Lissabon is de ruimte van vrijheid, veiligheid en recht neergelegd in titel V, van deel 3 van het Werkingsverdrag van de Europese Unie. Zij wordt als volgt omschreven:

Art. 67. De Unie is een ruimte van vrijheid, veiligheid en recht, waarin de grondrechten en de verschillende rechtsstelsels en -tradities worden geëerbiedigd.

2. De Unie zorgt ervoor dat aan de binnengrenzen geen personencontroles worden verricht en zij ontwikkelt een gemeenschappelijk beleid op het gebied van asiel, immigratie en controle aan de buitengrenzen (...).
 3. De Unie streeft ernaar een hoog niveau van veiligheid te waarborgen, door middel van maatregelen ter voorkoming en bestrijding van criminaliteit, en van racisme en vreemdelingenhaat, maatregelen inzake coördinatie en samenwerking tussen de politiële en justitiële autoriteiten in strafzaken en andere bevoegde autoriteiten, alsmede door de wederzijdse erkenning van rechterlijke beslissingen in strafzaken en, zo nodig, door de onderlinge aanpassing van de strafwetgeving.

4. De Unie vergemakkelijkt de toegang tot de rechter, met name door het beginsel van wederzijdse erkenning van gerechtelijke en buitengerechtelijke beslissingen in burgerlijke zaken.

Het Werkingsverdrag onderscheidt na enkele algemene bepalingen (artt. 67-76) het beleid inzake grenscontroles, asiel en immigratie (artt. 77-80), de justitiële samenwerking in burgerlijke zaken (art. 81), de justitiële samenwerking in strafzaken (art. 82-86), de politiële samenwerking (artt. 87-89).

## Schengen-protocol
Omdat sommige landen meer geneigd zijn om mee te werken aan bepaalde maatregelen die de gemeenschappelijke ruimte van vrijheid, veiligheid en recht bevorderen, werd bij het Verdrag van Maastricht een bij-verdrag overeengekomen dat als "Schengen"-protocol bekendstaat. Hierin is geregeld dat het Verenigd Koninkrijk en Ierland op bepaalde punten zelf kunnen kiezen al dan niet mee te werken.